# 薩瓦巴洽
薩瓦巴洽(梵文：Sarvabhaksa)，印度大乘密宗人士，八十四成就者之一。

## 簡介
薩瓦巴洽意為「任何東西都吃的人」。他出生於阿巴拉城，是低種姓人家。胃口極大，可以吃下任何放在他面前的東西。有一天，他找不到東西吃，巧遇薩拉哈，被其示現餓鬼道所懾，向薩拉哈請求解脫之法，於是薩拉哈先為薩瓦巴洽灌頂，然後教授寂天菩薩的《入菩薩行論》，並授以禪修之法，觀想可見世界皆變可食。
薩瓦巴洽依法禪修，日月皆因此感到害怕，而躲進須彌山山谷。大梵天受空行母召請，示現請薩瓦巴洽別再如是觀想，日月方才重現。薩瓦巴洽證得成就後，講述他的經歷，並持續六百年廣行利生。之後在一千名追隨者的簇擁下，前往空行淨土。